# Need for Speed (datorspel, 2015)
Need for Speed är ett racingspel utvecklat av Ghost Games och utgivet av Electronic Arts. Det släpptes till Playstation 4 och Xbox One i november 2015 och till PC i mars 2016. Det är den tjugoandra delen i Need for Speed-serien, och är en fullständig reboot av hela serien. Det är det första spelet i serien som bara släppts till åttonde generationens konsoler. 